# La Ciudad del Fútbol
La Ciudad del Fútbol de Las Rozas (em Português: Cidade do Futebol) é um complexo desportivo que serve como sede da Federação Espanhola de Futebol. O local inclui cinco campos de futebol, uma arena coberta, equipamentos sociais e de formação na área e médico no local.
O complexo está localizado nos arredores de Madrid, no Município de Las Rozas, e ocupa 12 hectares.
O centro oferece uma variedade de cursos de futebol profissional e de formação para treinadores e árbitros. Ele também abriga uma série de torneios de futebol anuais.